# Enduit acrylique

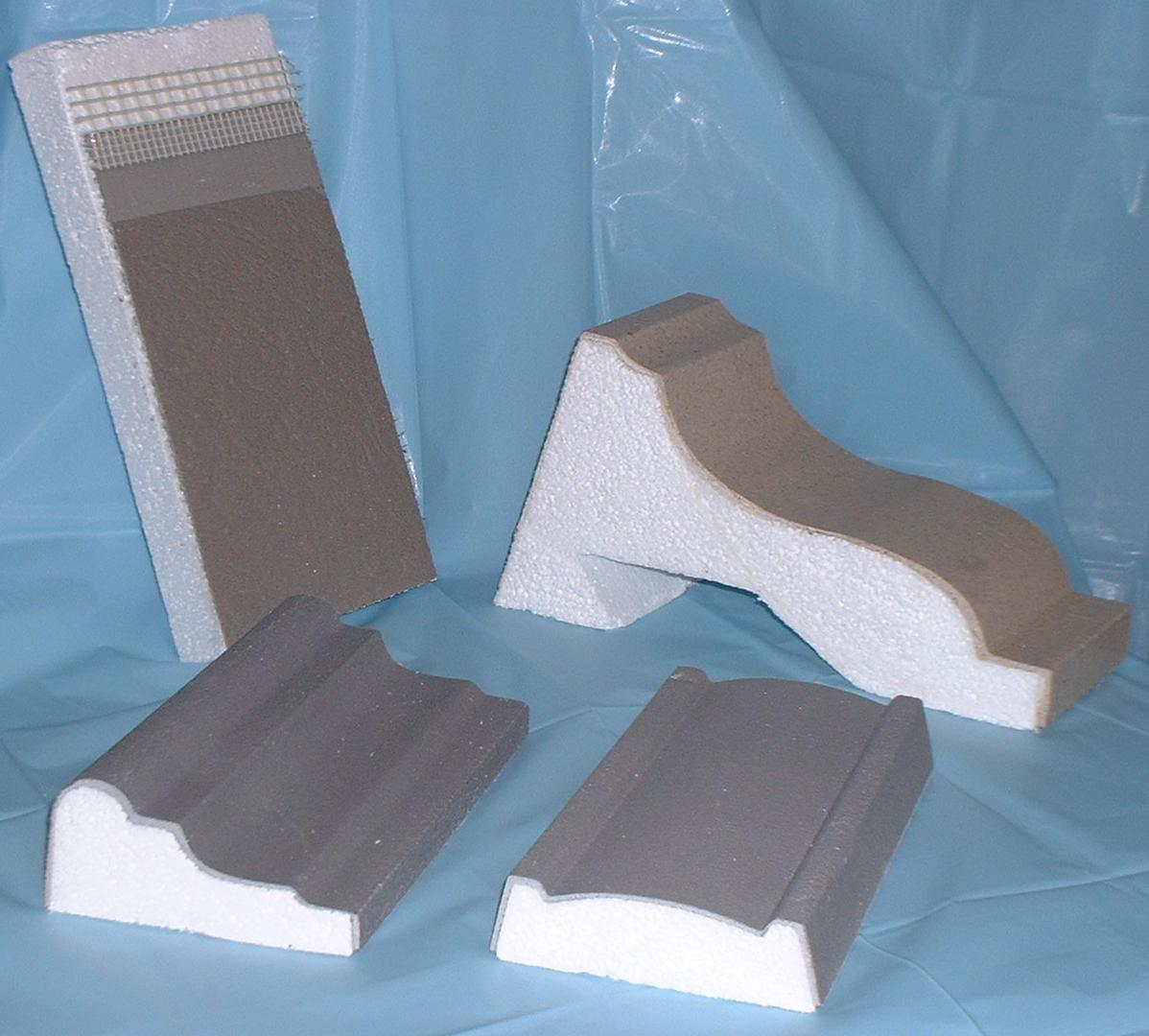
Enduit Acrylique sur EPS.

L'enduit acrylique, également appelé enduit architectural, est un revêtement extérieur fait à base de polymères, généralement de l'acrylique. Ce produit est constitué principalement de deux couches : l'enduit de base et l'enduit de finition.

## Stratification
Première couche:
Plus communément appelée couche de base, cette couche est un mélange de polymère acrylique et de ciment Portland, un treillis de fibre de verre est incorporé à cette couche, ceci en fait une couche très résistante aux chocs et qui ne fendille pas. Une fois sèche, elle a une couleur grisâtre
Seconde couche:
Plus communément appelée finition, composée de polymères, elle contient quant-à-elle le coloris. Une fois la seconde couche sèche, ce revêtement durable conservera son apparence pendant plusieurs années.

## Substrat
L'enduit acrylique est polyvalent, il peut être appliqué sur plusieurs surfaces. Les plus courantes sont le polystyrène expansé, les panneaux de béton léger et un isolant de type Quick-R. La couche de base peut aussi être appliquée directement sur du béton.

### Panneaux de polystyrène expansé (EPS)

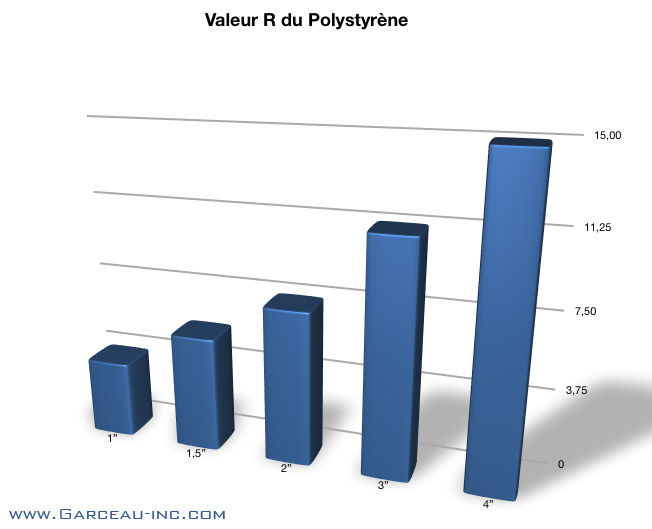
Valeur R du polystyrène selon l'épaisseur. (EPS)

EPS est l’abréviation anglophone pour « expanded polystyrene » ou en français « polystyrène expansé » et il est le terme couramment utilisé dans l’industrie. En France, on utilise plutôt l’abréviation PSE. Le polystyrène expansé est l’un des isolants le plus largement utilisé dans le monde depuis plus de 50 ans, particulièrement pour la conception de bâtiment à haute efficacité énergétique. Quelles que soient leur dimension ou leur épaisseur, les panneaux rigides d’EPS peuvent servir à l’isolation des toitures, des murs, des fondations, peu importe la structure ou le fini extérieur des bâtiments. Son bas prix, sa polyvalence, sa facilité d’installation et son rapport valeur isolante/prix font de l’EPS un isolant apprécié des architectes, des rédacteurs de devis et des entrepreneurs en isolation.

### Panneaux de béton léger
Le panneau de béton léger est constitué d'une âme en béton dont les deux faces sont recouvertes d'un treillis en fibre de verre, il offre une grande résistance à l'humidité, ne pourrira pas, ne se désagrégera pas et n'enflera pas lorsqu'il est exposé à l'eau. Il résiste aux impacts, est extrêmement durable. De plus, il peut être coupé à l'aide d'un couteau tout usage standard et d'une équerre. Ce qui en fait probablement le meilleur substrat disponible sur le marché pour l’enduit acrylique.

### Panneaux de type Quick-R
Ce type de substrat est fabriqué de matières composites. Il s’agit d’une mousse de polyuréthane injectée entre deux feuilles de fibre de verre, il en résulte une feuille 4 pieds par 8 pieds à l’apparence d’une feuille de contreplaqué. Ce très bon isolant à pour propriétés d’être économique et d’être facile à installer dû à sa légèreté.

## Historique
Les enduits architecturaux ont été développés en Europe après la Seconde Guerre mondiale et étaient initialement utilisés pour consolider des murs de maçonnerie. Ce système a été introduit en Amérique du Nord dans les années 1960 et est devenu plus populaire au milieu des années 1970 à cause de l’embargo sur le pétrole et la montée subite de l’intérêt envers les systèmes d’isolation à haute efficacité énergétique. L’utilisation de l’enduit sur un substrat, spécialement prévu à cet effet, est une technique typiquement nord américaine. Cette technique est désormais utilisée partout à travers le monde, autant en Europe que dans le Pacifique. En Amérique du Nord, l’enduit acrylique était initialement utilisé sur les édifices commerciaux. Le marché prenant de l’expansion, les prix ont diminué, par conséquent, on commence à l’utiliser de plus en plus sur des maisons privées.

## Problème d'infiltration d'eau
Fin des années 1980, plusieurs problèmes ont fait surface à cause de l’infiltration d’eau dans le système de finition. Cela a créé une controverse nationale et nombre de poursuites judiciaires. L’industrie des enduits architecturaux a constamment soutenu, avec raison, que leur produit ne présentait aucun défaut et que cela était dû à l’inexpérience de la main d’œuvre et aux détails architecturaux qui n’étaient pas prévus pour recevoir de l’enduit acrylique. Le code du bâtiment a réagi en prévoyant du drainage afin d’évacuer l’eau du système. Depuis, ce problème a été corrigé et a pratiquement disparu lorsque la pose est effectuée par des professionnels.